# Jerry Mengo
Jerry Mengo, de son vrai nom Joseph Gaetan Mengozzi, né le 17 avril 1911 à Nice et mort le 23 avril 1979 à l'hôpital Ambroise-Paré de Boulogne-Billancourt,, est un  musicien de jazz français (batterie, guitare, chant), chef d'orchestre, compositeur de film et arrangeur. Il est connu également sous différents pseudonymes dont Teddy Martin (pour les disques Trianon seulement) et Giuseppe Mengozzi, auteur et interprète du titre emblématique de la vague twist en 1961 en France "Twistin' The Twist" (plus de 34 reprises en Europe) et dont l’adaptation française sera signée par [Danyel Gérard].
Jerry Mengo et son orchestre ont connu un très large succès sur parquet de danse de l’époque, soutenu par une importante publication discographique de musique à danser. Ils ont encore animé avec succès les bals 1956, 1957, 1959, 1960 et 1961 de clôture de la Nuit de la Chancellerie sous la présidence de la République de René Coty, puis Charles de Gaulle.

## Biographie
Fils d’une famille de musiciens aux racines italiennes, Joseph Gaetan Mengozzi est né le 17 avril 1911 à Nice et a grandi en Angleterre. Il reviendra en France pour y terminer ses études de musique.
Jerry Mengo fut l’un des pionniers de la musique de jazz en France. Tout au long des années 1930, il a eu le privilège de jouer avec les plus grands musiciens américains de l’époque et les disques qu’il fit comme batteur avec les géants du jazz comme Louis Armstrong, Benny Carter, Coleman Hawkins et tant d’autres sont maintenant devenus des pièces de collection.
En étudiant à Paris, le jeune et futur Jerry mengo débute en chantant et il devient membre de l'orchestre Grégor et ses Grégoriens en 1930, ensemble musical fondé par Krikor ("Grégor") Kelekian ou il rencontre d’autres jeunes talents débutants Stéphane Grappelli et Alix Combelle qu’il va retrouver plus tard au cours de carrière.
Il enregistre trois fois avec Django Reinhardt, la première fois comme vocaliste le 6 mars 1935 avec le Quintette du Hot Club de France chez "Ultraphone"(Lily Belle May June, The Continental et Sweet Sue, Just You), la deuxième fois quelques semaines plus tard comme batteur sous la direction d'Alix Combelle (The Sheik, What a difference a day made), la troisième fois en août 1935 comme batteur sous la direction de Frank Goudie (Saint Louis blues, I've found a new baby). Il intègre l'orchestre de Ray Ventura en 1938. Beaucoup de musiciens de jazz passeront dans ce célèbre orchestre, citons les trompettistes Philippe Brun, Pierre Allier et Noël Chiboust, les saxophonistes Alix Combelle et Jacques Hélian, le contrebassiste Louis Vola, qui fut longtemps le bassiste du Quintette du Hot-Club de France avant guerre.
En 1940, on le retrouve à jouer en tant que batteur et guitariste dans les groupes d'Alix Combelle, Bill Coleman (1937), Danny Polo et Noël Chiboust, avant de constituer ses propres formations. 
L’amateur de jazz a surtout entendu parler de lui lorsqu’il est revenu de captivité en 1941, et qu’il prit en charge le nouveau “Jazz de Paris”, que venait de quitter Alix Combelle. Mais il avait commencé sa carrière musicale bien avant, dans des orchestres pas très jazz et pas très connus tel les orchestres de Rapha Brogiotti et de Serge Glykson.
Au début des années 1940, les enregistrements ont été réalisés sous son propre nom pour le label de disques Swing fondé en 1937 par Hugues Panassié et Charles Delaunay :  (Blues du matin, SW 187, avec Pierre Delhoumeau (cl), Hubert Rostaing et Jacques Diéval) et pour le label de Disques Telefunken (Jerry's Boogie).
Parmi des musiciens qui accompagnent le batteur Jerry Mengo au sein de formations on retrouve le clarinettiste, compositeur et chef d'orchestre de jazz Camille Sauvage.
.
En 1942, Aimé Barelli forme avec le clarinettiste Hubert Rostaing et Jerry Mengo une formation swing, Le Jazz de Paris et enregistre toujours sur disques Swing avant de créer son Grand Orchestre en 1944. Christian Bellest remplace Aimé Barelli comme premier trompette, dans le deuxième “Jazz de Paris” sous la direction de Jerry Mengo.
Après le “Jazz de Paris”, Jerry Mengo se concentre un moment sur les petites formations. Il en avait déjà dirigés chez Swing pendant l’occupation.. Il passe chez ABC Jazz Club, une petite marque fondée pendant la guerre avec Yvonne Blanc. À la fin de la guerre, on le trouve entre autres à “La Villa d’Este” puis “Chez Carroll’s” et au “Beaulieu”.. Ce n’est qu’au tournant des années 1940 à 50 que Mengo renoue avec le big band, et quel big band. !
En 1943 et malgré la guerre, Jerry Mengo devient membre du Hot club de Paris et il a travaillé avec la chanteuse Martha Love.
En 1945, cinq ou six orchestres tenaient le haut du pavé, ils avaient enregistré abondamment sur la marque swing pendant la guerre, et ils étaient prêts à continuer, mais sans l’étiquette “jazz”. On retrouve dans cette liste Aimé Barelli, Alix Combelle, André Ekyan, Hubert Rostaing et Jerry Mengo.
En 1945, il a joué  à la première session d'enregistrement du label Blue Star de Eddie Barclay.
Son parcours est parfois difficile à suivre car comme d’autres artistes à l’époque, il a recours à des multiples pseudonymes comme Teddy Martin, Jao Pandeiro, Johann Orth, Joseph Mengozzi, Giuseppe Mengozzi pour contourner les contrats d’engagements.
Et à partir de 1945 jusqu’à la constitution, vers 1955, de son propre orchestre, le jeune trompettiste Georges Jouvin participe, dans la section des cuivres, à plusieurs formations de variété-jazz et de music-hall dirigées par Jerry Mengo.
En 1948, il convie pour une session d’enregistrement le Jerry Mengo Sextet : Charlie Lewis (piano), Emmanuel Soudieux (contrebassiste), Hubert Rostaing (clarinette), Jean Maille (guitare), Jerry Mengo (batterie) et Dick Griffith (trombone). Le disque Ain't Misbehavin' / Softly As In A Morning Sunrise sort chez Blue Star.
En 1950, Jerry Mengo et son orchestre qui fit les beaux soirs du Casanova cet été au Casino Bellevue de Biarritz demeure toujours convié pour animer le plancher de danse de Chez Carroll's de la rue de Ponthieu à Paris. Deux attractions de qualité servent d'intermèdes aux danses : les tours de chant de Colette Mars et de Joséphine Premice.

### Présence remarquée au22eGala de l'Union des artistes
Pour le compositeur Paul Misraki, il dirige et enregistre avec son orchestre la musique du film Le Garçon sauvage (1951, réalisé par Jean Delannoy).
Durant 1952, Mengo collabore avec Pierre Spiers pour composer et enregistrer ensemble la musique du court-métrage La Danseuse nue de Pierre-Louis.
Le samedi soir 25 février 1952, se tient le 22e Gala de l'Union des artistes. On y retrouve Jerry Mengo parmi une formation éphémère de 30 des plus fameux musiciens de Paris réunis pour jouer sous la direction de Robert Pizanni. Parmi eux, Gaston Poulet et Maurice Hewitt, Aimé Barelli et Jerry Mengo, Tony Aubin et Georges Dervaux, ont joué sous la direction d'un Robert Pizanni très à l'aise : Viens Poupoule, La Mort d'aise, Paris sera toujours Paris : Folies-Colonne et Le Concert Bergère. Selon le journal Le Monde, on riait autant sur la piste que sur les gradins.
Parmi les autres animations de la soirée, on peut encore y voir Dany Robin chevauchant un percheron digne d'une bataille d'Ucello ; Micheline Presle, en tutu violet, qui grimpe à une échelle trop mobile posée sur des boules d'or ; Pierre Fresnay tient le fouet de M. Loyal. Trois cents comédiens les plus célèbres de Paris jouent au spectateur. Si bien que l'on demeure étonné de voir danser Serge Lifar, de retrouver en Anne Vernon la ravissante écuyère de " la Fête du gouverneur ", de rire aux pitreries de Bourvil et de ne pas rire enfin aux histoires de M. Nicolas. Une mention spéciale au dompteur de poissons rouges, Raymond Souplex a été très drôle.

De cette belle rencontre de passionnés de jazz avec le pianiste compositeur Spiers aboutira à la formation en 1956 du trio Pierre Spiers, Hubert Rostaing, Jerry Mengo. Jerry Mengo retrouve avec joie sa batterie qu’il avait quelque peu délaissé dernièrement par ses accaparantes activités de chef d’orchestre, de compositeur, d’arrangeur et de sessions d’enregistrements et son ami Rostaing avec qui il avait déjà travaillé au sein de la formation swing Le Jazz de Paris. Ce trio, c’est une véritable récréation musicale et le plaisir de jouer ensemble s’entend à l’oreille. Entre 1955 et 1958, nos 3 compères enregistrent ainsi 3 albums publiés par la maison de disque VEGA nouvellement fondée en 1955 par Jean Bonfanti. L’album Un Trio Célèbre, Un Septuor Charmant  est publié en 1956, il est suivi des LP Le Trio… en 1957 et de Encore! Encore! en 1958.

### Le bal de laNuit de Compiègnejusqu’au petit matin
On commence à se bousculer pour engager Jerry Mengo et son orchestre pour animer les plus grands bals mondains de l’époque et ce Grand prix du disque ne fait qu’accroitre sa notoriété et qui préfigure des engagements encore plus prestigieux.
Au printemps 1954, son ensemble musical est engagé par le comité de la Nuit de Compiègne, que préside Mme de Vendeuvre, qui a mis au point le programme d'une nouvelle fête qui se déroula le samedi 22 mai, à partir de 21 h. 30. On veut y restaurer une vieille tradition perdue en faisant une fête de charité. C'est au château de Compiègne que Napoléon III recevait après-dîner, en compagnie ses intimes, les personnalités artistiques et littéraires qu'il distinguait. Ces soirées, dénommées " séries ", connaissaient un grand succès à l’époque. La dernière eut lieu le jour de la fête de l'impératrice Eugénie, en 1869. Elle eut le même brillant éclat que les précédentes, et les organisateurs de la Nuit de Compiègne 1954 veulent en évoquer le charme élégant au profit de la caisse de retraites de la presse .
À 22 heures, la fête commença par une partie musicale classique exécutée par les Concerts Colonne, sous la conduite de Richard Blareau. Quatre danseuses étoiles et douze sujets de l'Opéra de Paris interpréteront la Suite en blanc, de Lalo, sous la direction de Leone Maille, maîtresse de ballets de l'Opéra, la seconde partie du programme comporte une " Illustration de la poésie française de Charles d'Orléans à Guillaume Apollinaire ", ainsi conçue : pendant que Mme Lise Delamare et M. Maurice Escande, de la Comédie-Française, diront des poèmes, des mannequins présenteront des robes et des toilettes inspirées des modes du Second Empire et spécialement créées par les grands couturiers. Le défilé se fera au cours des " passages chorégraphiques " réglés par Robert Manuel, de la Comédie-Française, qui dirige toute la mise en scène.
Enfin, vers minuit, le spectacle terminé, l'assistance se restaura au buffet froid installé dans la salle des gardes et le salon des huissiers. En même temps commençait le bal avec les orchestres de jazz de Jerry Mengo et de Rapha Braggiotti et ses tziganes, qui exécuteront des musiques de danse jusqu'au matin.

### Son albumClub de danserécompensé par l’Académie Charles-Cros.
En 1954, Jerry Mengo reçoit le Grand prix du disque de l’Académie Charles-Cros pour son album Club De Danse édité par la maison de disques Ducretet-Thomson. Sans délaisser sa batterie, dont il est un des grands maîtres européens, Jerry Mengo a su former autour de lui un remarquable ensemble de solistes : Guy Paquinet, trombone ; Alex Renard et Aimé Barelli, trompettes ; Hubert Rostaing, clarinette ; Noël Chiboust ou Alix Combelle; saxophones ; Emil Stern, piano. Ses arrangements d'air à succès Lullaby of Broadway, Les oranges de Jaffa sont fortement marqués par son sens aigu du rythme. C'est pourquoi sa musique reste dansante et dynamique.
Toujours en 1954, il est appelé par le compositeur Jean Wiener pour exécuter et engistrer la bande son du film Touchez pas au grisbi (réalisé par Jacques Becker).
En 1955, sortira un Club De Danse No 2, puis en 1956 un album intitulé Jerry Mengo Et Ses Deux Orchestres : Club De Danse No 3 toujours dans la même veine éditoriale et chez la même maison de disques.
Durant 56 encore, on le retrouve encore à l’œuvre en direction d’orchestre sur les premiers enregistrements d’un jeune duo qui deviendra célèbre : Roger Pierre et Jean-Marc Thibault pour la maison de disque Ducretet Thomson.
À partir de 1957, Jerry Mengo et son orchestre accompagnent les chansons de Bourvil sur plusieurs EP super 45 tours dont les chansons "Ballade irlandaise (souvent connue come "Un oranger sur le sol irlandais…") et la mémorable "Salade de fruit".
En juin 1957, Jerry Mengo et son orchestre accèdent la reconnaissance nationale artistique en étant sélectionné pour animer la soirée de l’un des galas les plus somptueux de la grande saison de la capitale. : comme chaque année, la Nuit de la chancellerie se tient dans le cadre du palais de Chaillot, sous le haut patronage du président de la République René Coty et  M. Corniglion-Molinier (nouveau garde des sceaux); des diplomates, de nombreuses personnalités du monde judiciaire et parlementaire, y assistent. Ce spectacle, animé par Ariette Peters et Robert Manuel, rythmé par l'orchestre de Jerry Mengo, fut placé cette année sous le signe de cosmopolitisme.
Le public réserva son accueil le plus enthousiaste au célèbre clown soviétique Popov, et surtout au gracieux ballet Berezka de Moscou. Selon le journal Le Monde dans son article de l’époque : " Les évolutions étonnantes de ces poupées en robe rouge, paraissant dans leurs savantes figures frôler le sol sans le toucher, déchaînèrent des tonnerres d'applaudissements, et les multiples rappels les obligèrent à donner un numéro supplémentaire. À l'entracte le président de la République tint d'ailleurs à serrer les mains de ces toutes jeunes interprètes".
En 1959, il est engagé pour exécuter et enregistrer  la musique composée par Christian Chevallier et Martial Solal pour le Deux hommes dans Manhattan de Jean-Pierre Melville. Et s’en suivra une nouvelle collaboration avec Melville féru de jazz pour enregistrer la musique de L'Aîné des Ferchaux (1963).
Avec les rééditions en format LP mono et stéréo à partir de 1959, Mengo revient musicalement sur la musique dansante dont les disques jouissent d’un certain succès dans les ’’surprise-party. Il publiera ainsi pas moins de 6 volumes LP entre 1960 et 1965 de son album ... Et Si Nous Dansions ?(parus chez Disques Columbia. Ces albums poursuivent ainsi le style musical proposé et récompensé en 1954 par l’académie Charles-cros.
Le 29 mai 1959, la formation Jerry Mengo et son orchestre est conviée une seconde fois pour animer le bal de clôture de la Nuit de la chancellerie. Considérée désormais comme la manifestation la plus brillante de la Saison de Paris, la Nuit de la chancellerie déroule ses fastes le vendredi 29 mai au Théâtre national du palais de Chaillot. De 21 h. 30 à l'aube elle réunit, autour du président de la République et de Mme de Gaulle, les membres du gouvernement et des Assemblées, le corps diplomatique et tous ceux qui font de Paris la capitale du talent, de l'élégance et de la distinction. Toute une pléiade des plus grandes vedettes françaises et étrangères du théâtre, du cinéma, de la danse, du music-hall et du cirque est convié à se produire au cours de ce spectacle exceptionnel. La soirée s'achève sur un bal animé par la formation de Jerry Mengo.
En 1961, Jerry Mengo a toujours le vent en poupe et on apprécie toujours en hauts lieux ses talents pour faire danser les gens. il est de nouveau retenu pour la troisième fois pour clore la soirée de la Nuit de la Chancellerie qui a lieu le 6 juin au Théâtre national du palais de Chaillot sous la présidence du président de la République, et en présence des membres du gouvernement, du corps diplomatique, etc.
Au programme un spectacle d'une rare qualité, qui débutera à 21 h 30, de nombreuses vedettes françaises et internationales. Le gala s'achèvera sur un bal animé par la formation de Jerry Mengo. Pour cet évènement prestigieux, on notera que les tenues de soirée étaient de rigueur et que la billetterie était tenue par le ministère de la justice, 13 places Vendôme et 34, rue Cambon, au palais de Chaillot et chez Durand, place de la Madeleine.
Souvent méconnu et considéré à tort comme un artiste mineur, Jerry Mengo avec son orchestre, arrangeur, compositeur, et chef d’orchestre ou encore à la batterie a travaillé avec des nombreux artistes comme Maurice Chevalier, Bourvil, Annie Cordy, Django Reinhardt, Jean Sablon, Maria Remusat (la mère de Julien Lepers), Pierrette Bruno, Pierre Perrin, André Dassary, Joël Holmès, Giuseppe Torrebruno… Les titres de Mengo tels que Twistin 'The Twist ou Popocatepetl-Twist ont été repris par des artistes comme Dalida ou Caterina Valente.
Entre 1959 et 1963, en tant chef d’orchestre et arrangeur, il a aussi collaboré aux enregistrements d’un certain Edmond Taillet qui finira sa carrière musicale en prison après avoir arrêté en 1971 par le FBI pour avoir passé de la drogue dans ses instruments.

### Passage à vide et retour en grâce dans le monde du jazz
Entre 1966 et 1970, soufflé par la déferlante rock, yéyé et la création des groupes, il s’ensuit pour Jerry Mengo une période  plus difficile. Le style de ses albums de danse s’efface car il plait moins aux jeunes. La mode n’est plus guère aux chansons à texte, aux chansons rigolotes et encore moins aux orchestres avec direction musicale… Seuls les grands noms résisteront à cette vague déferlante musicale et Jerry Mengo n’en fait hélas pas partie.
En 1968, France Gall et ses imprésarios sélectionnent une de ses compositions Don't Make War, Captain, Make Love pour l’EP Medium 45 tours (4 titres)  24/36 / Souffler Les Bougies. Il tente alors de revenir à ses racines musicales jazz avec son album Those Wonderful Thirties qui parait chez la très éphémère maison de Disques Zero dont il ne reste quasi aucune trace à part son album. L’album sera réédité vers 1971 par le label Editions Montparnasse 2000, maison de disque qui l’accompagnera sous différentes formes jusqu’à la fin de sa carrière.
Durant les dernières années de sa vie, il réalise plusieurs albums publiés par la maison de disques Mondiophone, située au 67 rue de Provence - 75009 Paris : Show Biz : From Jazz to Rock and Pop (1976) et Trip To Jazzland (1976). Mondiophone à l’époque vient d’être rachetée par Crea Sound Ltd, fondée en 1974 à Paris (comme son nom ne l’indique pas !) par Louis Delacour. Louis Delacour était bien connu de l’univers du Jazz cubain sous le sobriquet de Pépé Luiz et ses cubains. Il avait par la suite pris des responsabilités importantes à la direction de la maison de disques  Editions Montparnasse 2000, label fondé par André Farry et précédent éditeur phonographique de Jerry Mengo pour les albums Easy Music (1970), Woodwind Holiday(1972), Cocktail A La Mengo (1973).
La compagnie de disque reprendra la marque éditoriale Mondiophone en 1985 et avec le passage aux compacts disques en 1987. 
Faute de clients et de renouvellement catalogue pourtant excellent, elle est liquidée en 2005. De ce fait, il existe aujourd’hui que très peu de matériel remastérisé et compilé de cet artiste trop souvent méconnu et pourtant important tant dans l’univers du Jazz que de la chanson française. Il fut en effet l’un des derniers orchestres à accompagner Maurice Chevalier.
Le dernier album de Jerry Mengo sort en 1978, il s’intitule Strictly For Dancers : the Big band sound of Jerry Mengo and his orchestra.
Jerry Mengo meurt le 23 avril 1979 à l'hôpital Ambroise-Paré de Boulogne-Billancourt.
Le lieu où il repose n’est pas identifié et il n’a manifestement pas connu la petite gloire posthume d’un article biographique de nécrologie dans les archives du journal Le Monde. Ce qui confirme qu’il fut oublié par son public sur la fin de sa vie, mais aussi par la sphère politique et intellectuelle dont il avait pourtant brillamment animé les soirées…

## Récompense musicale
- 1954 : Grand Prix du disque décerné par l’académie Charles-Cros pour l’album Club De Danse (publié par la maison de disques Ducretet-Thomson)

## Discographie

### Parus sous non nom en édition française

#### Jerry Mengo ou Jerry Mengo et son orchestre
- Orfeo Negro (Columbia EP, 1959)

En LP 25 cm
- vers 1950/ 1954 : Et Si Nous Dansions ? ∫ Disques Trianon- Pathé Marconi - TRIANON 5400 trs
- vers 1950/ 1954 : Ses grands succès (1re époque)  ∫ Disques Trianon - Pathé Marconi - TRIANON 5401 trs

En LP 33 tours
- 1954 : Club De Danse ∫ Disques Ducretet Thomson - Ducretet Thomson 260 V.001 Album récompensé par le "Grand Prix du disque 1954.
- 1955 : Club De Danse No 2 ∫ Disques Ducretet Thomson - Ducretet Thomson 260 V 042
- 1956 : Jerry Mengo Et Ses Deux Orchestres : Club De Danse No 3 ∫ Disques Ducretet Thomson - Ducretet Thomson  260 V 065
- 1957 : Reflets D'Italie ∫ Disques Ducretet Thomson - Ducretet Thomson 300 V 040
- 1957 : Jerry Mengo Et Son Orchestre, Roger Duquesne – Surprise Partie Pour Papa’' ∫ Disques Ducretet Thomson - Ducretet Thomson 300 V 062
- 1959 : Une heure de musique de danse ∫ Disques Ducretet Thomson - Ducretet Thompson 8637
- 1959 : Paris Jazz Trio, Jerry Mengo, Pierre Gossez : Columbia Party No 1 ∫ Disques Columbia - Columbia FPX 170
- 1959 : Mister Jerry Mengo ∫ Disques Columbia - Columbia FPX 171
- 1960 : De Verlaine À La Nouvelle Vague ∫ Disques Columbia - Columbia FPX 182
- 1960 : Voyage Sentimental ∫ Disques Columbia- Columbia – FPX 187
- 1960 : Suprise Party ...Sans Laisser D'adresse ∫ Disques Columbia - Columbia FPX 192 et FPX 192 S
- 1960 : ... Et Si Nous Dansions ? (Ses grands succès (2ème époque) ∫ Disques Columbia - Columbia FPX 197
- 1962 : ... Et Si Nous Dansions ? No 2 ∫ Disques Columbia - Columbia FPX 203 et XLX943
- 1962 : ... Et Si Nous Dansions ? No 3 ∫ Disques Columbia - Columbia FPX 2??
- 1963 : ... Et Si Nous Dansions ? No 4 ∫ Disques Columbia - Columbia FPX 224
- 1963 : ... Et Si Nous Dansions ? No 5 ∫ Disques Columbia - Columbia FPX 239
- 1964 : ... Et Si Nous Dansions ? No 6 ∫ Disques Columbia - Columbia FPX 246
- 1966 : Red Roses for Rudy ∫ Disques Columbia - Columbia FPX 288
- Vers 1967 : You don’t have to be in the army ∫ Pye Records - SLD Pye 817
- Vers 1968 : Those Wonderful Thirties ∫ Disques Zero - ZERO 206 V. Album réédité en 1971 sous le titre Ces Merveilleuses Années 30
- 1970 : Easy Music ∫ Disque Editions Montparnasse 2000 - Montparnasse MP 10
- 1970 : Jerry Mengo, Janko Nilovic, Richard Morand - Black Jack Party ∫ Disque Editions Montparnasse 2000 - Montparnasse MP 12
- 1971 : Les Folles Années ∫ Disque Editions Montparnasse 2000 - Montparnasse MP 23
- 1971 : Ces Merveilleuses Années 30 ∫ Disque Editions Montparnasse 2000 - Montparnasse MP 30
- 1972 : Woodwind Holiday ∫ Disque Editions Montparnasse 2000 - Montparnasse MP 59
- 1973 : Cocktail A La Mengo ∫ Disque Editions Montparnasse 2000 - Montparnasse MP 77
- 1976 : Show Biz : From Jazz to Rock and Pop ∫ Mondiophone Records, Crea Sound Ltd. - Mondiophone MON 29
- 1976 : Trip To Jazzland ∫ Mondiophone Records, Crea Sound Ltd. - Mondiophone MON 31
- 1976 : Trip To Jazzland ∫ Crea Sound Ltd. - Crea Sound 46.530
- 1978 : Strictly For Dancers : the Big band sound of Jerry Mengo and his orchestra ∫ Crea Sound Ltd. - Crea Sound 46 542

#### Pierre Spiers,Hubert Rostaing, Jerry Mengo
Ce trio est composé de Pierre Spiers au piano (et aussi au celesta, orgue, clavinet ), Hubert Rostaing à la clarinette et de Jerry Mungo à la batterie.
- 1956 : Un Trio Célèbre, Un Septuor Charmant ∫ Disques Vega - Vega V 35 M 723
- 1957 : Le Trio… ∫ Disques Vega - Vega V 35 M 748
- 1958 : Encore! Encore!  ∫ Disques Vega - Vega V 30 S 762

Réédition de l’album de 1958 sans Hubert Rostaing…
- 1959 : Pierre Spiers Et Jerry Mengo : Encore! Encore!  ∫ Disques Columbia - Columbia FP 1120 et 33 FP 1120

#### Compilation des séances d’enregistrement au Blue Star
Ce double album disque assez rarissime regroupe les fameuses séances d’enregistrement Blue Star d’Eddie Barclay entre 1945 et 1948. Vu la liste prestigieuse d’artistes de jazz qui y figure, 
Jerry Mengo, Charlie Lewis, Jack Dieval, André Persiany, Hubert Rostaing, Tony Proteau, Louie Williams et bien d’autres, rien d’étonnant à ce que l’album soit très recherché…
- 1974 : Le jazz parisien ... libéré : les fameuses séances d’enregistrement Blue Star entre 1945 et 1948 ∫  Double Disques Barclay - Barclay 81004 / 81005

### Direction d’orchestre et accompagnement musical d’enregistrements de chansons
Pour Bourvil
Pour Bourvil & Pierrette Bruno

### Parus sous son nom en édition étrangère
Edition italienne
- vers 1971 : Indimenticabili Anni '30 ∫  Recordi Flower  - Flower LEW 0582

Edition anglaise
- vers 1971 : Dancing Club ∫ London Records - LONDON D93064

Edition allemande
- vers 196? : Get on the band wagon ∫ intersound Records Germany - Interwound ISST 113

Edition brésilienne
- vers 196? : ...E Se Nós Dançássemos? ∫ Odeon Records - Odeon MOFB 315

### Parus sous des pseudonymes
sous le nom de Jaô Pandeiro pour des titres de cumbia, bossanova
- 1962 : Jaô Pandeiro Et Son Orchestre* – Os Pintainhos(EP 45 Medium)  ∫ Disques Columbia (Pathé-Marconi) - EP Columbia ESRF 1365
- 1963 : Bossa Nova Parade (Compilation dansante : 3 titres de l’album) (LP 33 T)  ∫ Disques Columbia (Pathé-Marconi) - EP Columbia FPX 31.017
- Le titre "Piranhas (= Os Pintainhas)" compilé dans le volume V de The International Vicious Society (2011).

sous le nom de Augusto Garincha Y Su Orquesta pour des titres de bossanova
- 1963 : Bossa Nova (LP 33 T)  ∫ Disques Ducretet Thomson - LP Ducretet Thomson 305 V 040

sous le nom de Giuseppe Mengozzi en écriture et Teddy Martin  pour des titres de twist, de madison
Le titre "Twistin' The Twist" compilé dans le coffret 3 CD Twist-O-Matic paru en Golden Stars (2012)
- 1961 : Teddy Martin And His Las Vegas Twisters – (A). Lil' Joe / (B). Sob For A Gob (EP 45)  ∫ Disques Columbia (Pathé-Marconi) - EP Columbia SCRF 513
- 1961 : Teddy Martin And His Las Vegas Twisters – (A). Chattanooga Twist / (B). Pasadena Hop (EP 45)  ∫ Disques Columbia (Pathé-Marconi) - EP Columbia SCRF  515
- 1962 : Teddy Martin And His Las Vegas Twisters – (A). ou Didn't Know / (B). The "400" Twist (EP 45)  ∫ Disques Columbia (Pathé-Marconi) - EP Columbia SCRF  544
- 1961 : Teddy Martin And His Las Vegas Twisters – For Twisters Only (EP 45 Medium)  ∫ Disques Columbia (Pathé-Marconi) - EP Columbia ESRF 1340
- 1961 : Teddy Martin And His Las Vegas Twisters – Madison Madison Madison (EP 45 Medium)  ∫ Disques Columbia (Pathé-Marconi) - EP Columbia ESRF 1354
- 1961 : Teddy Martin And His Las Vegas Twisters –  Solo Para Twisters (EP 45 Medium Export Espagne)  ∫ Disques La Voz De Su Amo (Pathé-Marconi) - La Voz De Su Amo 7EPL 13.746
- 1961 : Teddy Martin And His Las Vegas Twisters –  En Direct de Las Vegas For Twisters Only (LP 33 T Enregistrement LIVE de 14 titres)  ∫ Disques (Pathé-Marconi) - Columbia FPX 212
- 1961 : Teddy Martin And His Las Vegas Twisters – Dansons Le Jerk - Juanita Banana (EP 45 Medium)  ∫ Disques Columbia (Pathé-Marconi) - EP Trianon 4578 ets
- 1965 : Platon Zakarios Et Ses Musiciens* Et Teddy Martin – Zorba Le Grec / Goldfinger (EP 45 Medium)  ∫ Disques Trianon (Pathé-Marconi) - EP Trianon – 4533

Le titre de Twist "Twistin' The Twist" va connaitre un très large succès en Europe. À partir de 1962, il sera adapté en version française "Leçon de twist" par Danyel Gérard et Lucien Morisse. Il est alors repris par Les Dangers (le groupe de Danyel Gérard), Les Guitares Du Diable, Les Chaussettes Noires, Richard Anthony, Dalida, Nancy Holloway , Les Trim's, Pat Field et Les Pumas De L'Oklahoma, Caterina Valente, Roby Davis Et Son Orchestre, Chubby Sax & The Twistbrothers, Franck Pourcel And His Orchestra, Daniel Gerard accompagné par Les Danger's, Werner Müller Und Sein Orchester, Jacky Noguez Son Accordéon Et Son Orchestre, The Rhythm Maniacs (en 1963), Diabolo (en 1981), Les Vagabonds (en 1989), la Star Academy 3 (en 2003).
La première version instrumentale est réalisé en 1962 par Georges Jouvin, Sa Trompette D'Or Et Son Orchestre (ainsi libellée sur le disque EP 45 médium paru chez Pathé-La Voix De Son Maître).
Il est aussi adapté en version "Popocatepetl-Twist (Twistin The Twist)" par Hans Bradtke pour le duo Caterina Valente et Silvio Francesco (son frère). Ça donnera encore Caterina Und Silvio" (édition Allemande et Néerlandaise). Cette version sera reprise par le duo hongrois Vámosi János - Záray Márta, par Eva Pilarová en Tchécoslovaquie. Une nouvelle version allemande est enregistré en 1992 par Tina & Die Caprifischer.
Toujours en 1962, le duo yougoslave Duo "DD" | Kvintet Bogdana Dimitrijevića (Bogdan Dimitrijević, Julije Stefanidis la chantera aussi dans une version adaptée par Mira Pejić : "Dok Igraš Twist (Twistin' The Twist)". Il sera aussi enregistré par l’ Orchestra Electrecord / Estrada Radioteleviziunii (Orchestra of the Romanian Radio Broadcasting, founded 1949).
Une nouvelle version yougoslave en 1963 sera écrite par Mario Panzeri et adapté par le croate Arsen Dedić pour Tereza Kesovija et encore une nouvelle traduction yougoslave pour le duo Gubik - Stepanović Mira.
Une version croate de Mirjana Savić "Tvist, Baš Tvist! (Twistin' The Twist!)" sera encore enregistré en 1963 par Gabi Novak, puis par Anđelka Jovanović. 
En 1964, on enregistre toujours le titre dans une version roumaine "Ez A Twist (Twist And Twist)" encore pour Marika Șerban avec l’Orchestra Electrecord, puis avec Roxana Matei en 1965.
Une version instrumentale sera enregistrée par Hugo Stasser et son orchestre en 1965 pour l’Allemagne sur le label HÖR ZU, sur le label "Music For Pleasure".
Une nouvelle reprise enregistrée a lieu en 1977 par The Honeymoon Killers (groupe belge connu aussi sous le nom de "Les Tueurs De La Lune De Miel"). En 1979, Bob Christian registrera un version instrumental à la trompette. L’ensemble brésilien "Conjungo Alvorada" et la chanteuse Meire Pavão nous offrent un version brésilienne en 1989.
Un nouvel enregistrement hongrois est mis le marché en 2006 avec la chanteuse Dolly Roll.
A noter encore qu’en 1963, la version française "Leçon de twist" sera reprise pour composer la bande originale du film Le Couteau dans la plaie aux côtés des titres de Jacques Loussier et Mikis Theodorakis.
sous le nom de Dick Rasurell Et Ses Berlurons et Joe Kalamazoo  pour des titres de rock’n roll
Le groupe de rock éphémère est composé de Earl Cadillac (alias Hubert Rostaing) à la clarinette, Jean-Michel Riff (alias Jean-Pierre Sasson) à la guitare, Joe Kalamazoo (alias Jerry Mengo) à la batterie , Sonny Scott (alias Michel de Villers) au saxophone. Les chansons sont signées Giuseppe Mengozzi sauf le titre Rock Hot Tension écrit et mis en musique par Philippe-Gérard.
- 1957 : Dick Rasurell E Os Seus Berlurons – Se Puede Bailar (LP 25 cm 8 titres)  ∫ Disques Telefunken - LP Telefunken TLF 25056[22]
- 1957 : Dick Rasurell E Os Seus Berlurons – Interdito A Pesos Pesados (LP 25 cm 8 titres)  ∫ Disques Ducretet Thomson - LP Ducretet Thomson DLD 45020[22]
- 1957 : Hot Tension (EP 45 Medium)  ∫ Disques Ducretet Thomson - EP Ducretet Thomson 460 V 263[22]
- 1957 : Rock Hot Tension (Rock & Roll) (EP 45 Medium)  ∫ Disques Telefunken - EP Telefunken TFK 22065[22]

## Compositeur de musique de films
Longs métrages
- 1952 : La Danseuse nue de Robert Florat et Pierre-Louis. Musique en Collaboration avec Pierre Spiers.
- 1954 : Après vous, duchesse de Robert de Nesle
- 1959 : Enigme aux Folies-Bergère de Jean Mitry

Courts-métrages
- 1952 : Le Huitième Art et la Manière de Maurice Régamey
- 1953 : Histoires de bicyclettes de Émile Roussel
- 1954 : La Rampe miniature de Tony Saytor
- 1954 : Plaisir des neiges de Maurice Regamey

Compositeur, interprète de musique additionnelle
- 1952 : Trente-Six Chandelles Émission de télévision avec Jean Nohain. Il y apparait dans le premier numéro de cette émission et accompagne Maurice Chevalier avec son orchestre sur les titres Louise, Prosper, Quand un Vicomte.
- 1957 : Rendez-vous avec Maurice Chevalier n°1 de Maurice Régamey : Jerry Mengo et son orchestre accompagnent Maurice Chevalier.
- 1962 : Le Couteau dans la plaie de Anatole Litvak : titre Twistin' The Twist crédité à Giuseppe Mengozzi.
- 1963 : Le Roi du village de Henri Gruel : titre Venez, Les Filles interprété par Les Chats sauvages, musique de Giuseppe Mengozzi et paroles de Georges Aber. La bande originale est créditée Georges Moustaki et Jacques Lasry
- 1972 : Kagaku ninja-tai Gatchaman Série de 105 épisodes de dessins animés qui durera jusqu’en 1974.
- 1999 : The Big Brass Ring de George Hickenlooper. Interprète et auteur compositeur du titre Let's Dance.